# Byron Preiss
Pour les articles homonymes, voir Preiss.
Byron Preiss (né le 11 avril 1953 à Brooklyn et mort le 9 juillet 2005 à East Hampton) est un éditeur, packager, directeur éditorial et écrivain américain.

## Formation et carrière
Diplômé, avec la mention honorifique magna cum laude, de l'université de Pennsylvanie, en 1972, à dix-neuf ans, et titulaire d'un master en communication de l'université Stanford, il exerça comme professeur pendant une courte période, à l'école primaire de Philadelphie.
Il crée en 1974 sa maison d'édition, Byron Preiss Publications, où il publie de la science-fiction et des livres pour enfants. Parallèlement, il travaille comme directeur éditorial pour divers éditeurs américains.
Reconnu pour être un pionnier de l'édition électronique, il fut l'un des premiers à publier des CD-ROMs et des livres électroniques.
Il est également le créateur d'une chasse au trésor dénommée The Secret, a Treasure Hunt qui consiste à retrouver douze coffres aux trésors dans divers lieux sur le continent nord-américain et dont les indices proviennent d'un livre écrit par ce dernier en 1982, également intitulé The Secret.

## Vie privée
Byron Preiss, vivait à New York, avec sa femme Sandi Mendelson et leurs deux filles Karah et Blaire, il était membre actif de plusieurs associations et co-directeur du comité de publication de l'UJA-Federation of New York, (United Jewish Appeal - fédération des philanthropes juifs de New York).
Il meurt dans un accident de voiture en 2005.

## Publications notables
- Chandler, en collaboration avec Jim Steranko, publié chez l'éditeur Pyramid Books[3], 1976
- Schlomo Raven, Public Detective, en collaboration avec Tom Sutton, publié chez Pyramid Books[3], 1976
- Starfawn, en collaboration avec Stephen Fabian, Pyramid Books[3], 1976
- Dragonworld, en collaboration avec Michael Reaves, publié chez  Bantam Books, 1979
- The Words of Gandhi, livre audio qui remporta un Grammy Award en 1985[1]